# Stegnaster wesseli
Stegnaster wesseli is een zeester uit de familie Asterinidae.
De wetenschappelijke naam van de soort werd in 1875 gepubliceerd door Edmond Perrier.